# Désassemblage

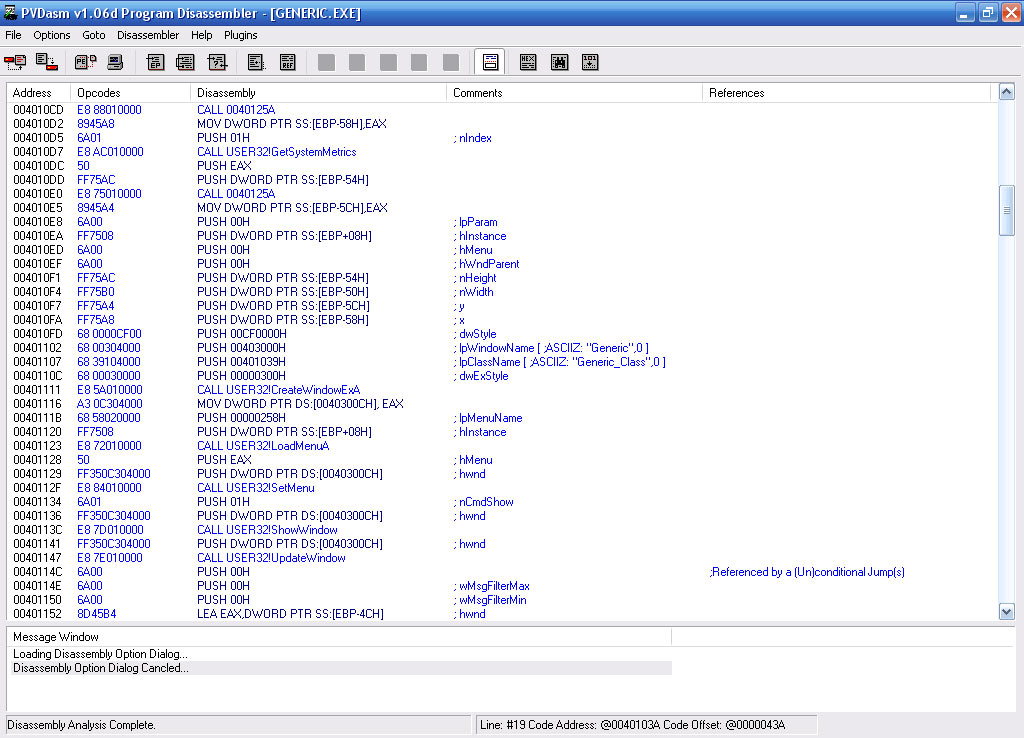
Ecran d'un logiciel de désassemblage: code binaire à gauche, instructions assembleur à droite.

Le désassemblage est l'action inverse de l'assemblage. Cette opération va, grâce à un désassembleur, essayer de convertir un fichier binaire en code assembleur. Mais cette tâche n'est pas évidente. En effet, le désassembleur a parfois du mal à distinguer le code des données dans un fichier binaire.
Le désassemblage peut aider par exemple à comprendre le fonctionnement de tel ou tel programme informatique.